# کوه حجر غربی
 کوه حجر غربی  (به عربی: الحجر الغربي) رشته کوهی است در کشور پادشاهی عمان، ویکی از (نقاط دیدنی سلطنت عمان) به‌شمار می‌آید. 
این رشته کوه مانند سهل باطنه در محاذات ساحل واقع شده‌است. و از حدود امارات متحده عربی در شمال شروع شده‌است وتا و ادی المعاول در جنوب وتا منطقهٔ  الجوف ادامه دارد. بزرگ‌ترین قله این رشته کوه تا ارتفاع ۳۰۷۵ متر می‌رسد در قسمت جنوب شرقی جبل اخضر. در پایه این رشته کوه بسیاری از روستاهای آباد و شهرهای پرجمعیت واقع شده‌است که مهم‌ترین آن‌ها شهر رستاق و العوابی و نَخل و وادی المعاول است. همچنین در پایه کوه باغهای سر سبز از مرکبات و مزارع درخت نخل خرما وجود دارد و آب چاهایش بسیار شیرین است. 

## نگارخانه

### مرکز حجر

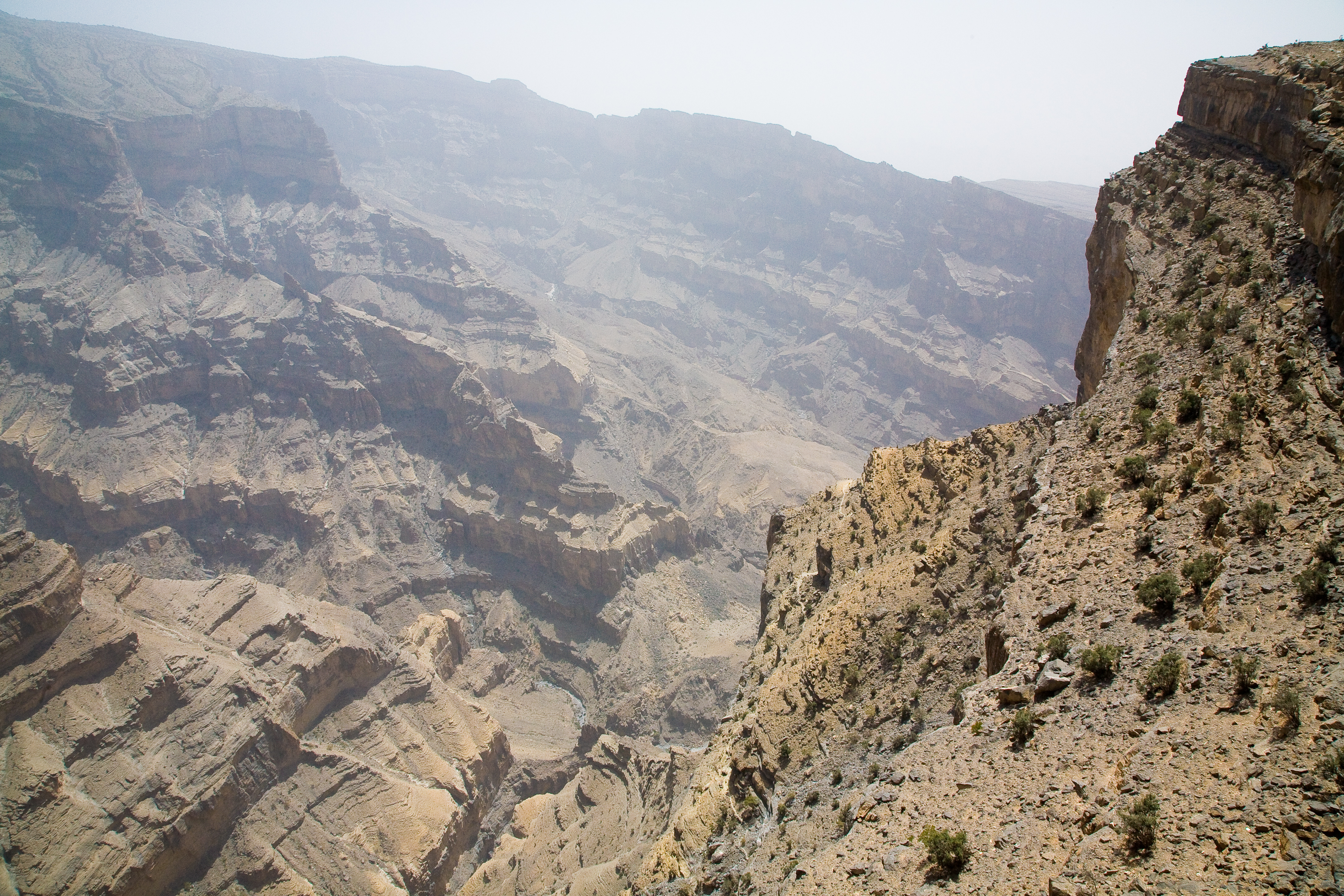
جبل شمس که دارای بالاترین قله در عمان است
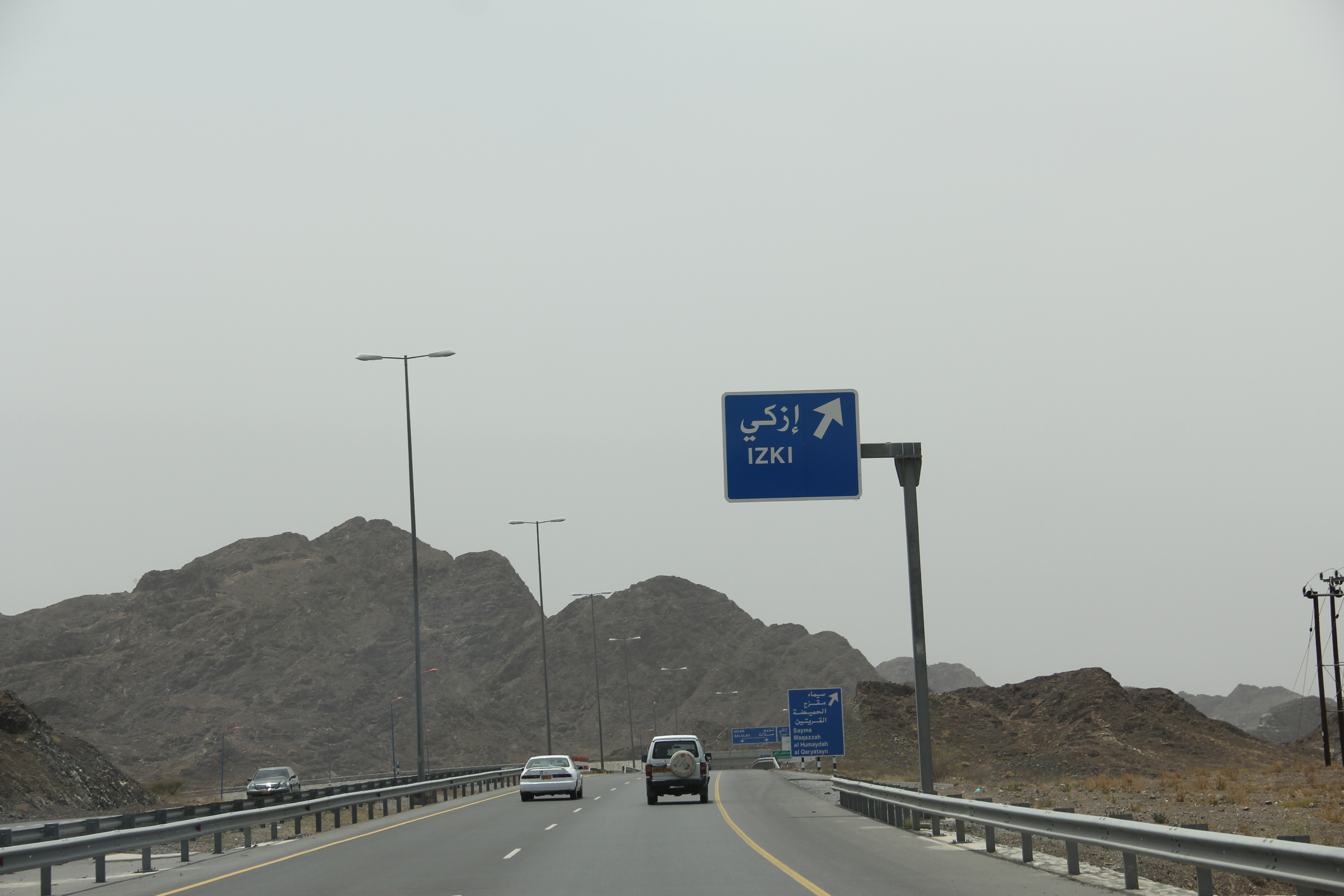
نزدیک ایزکی در دخیلیا
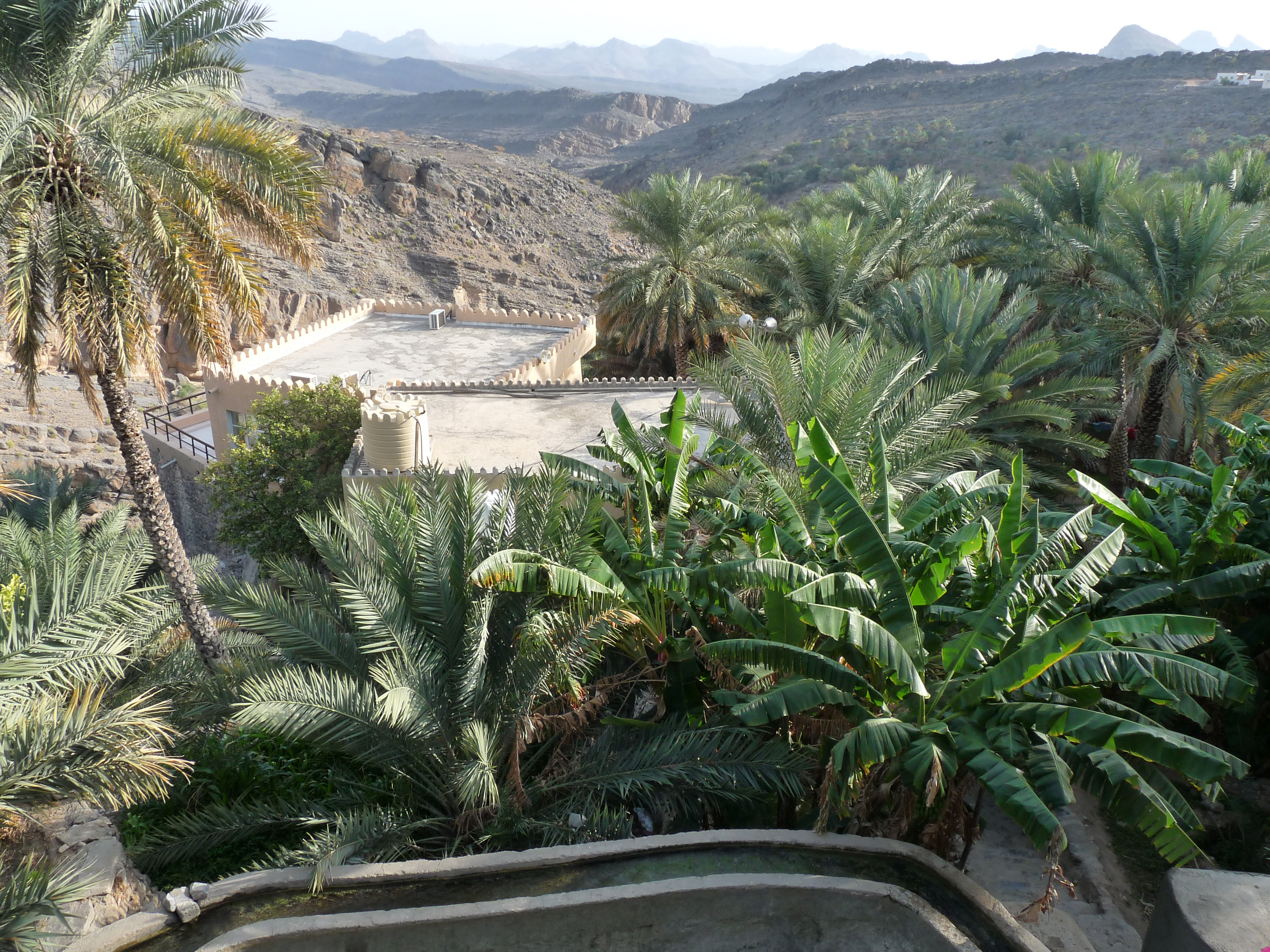
میسفا
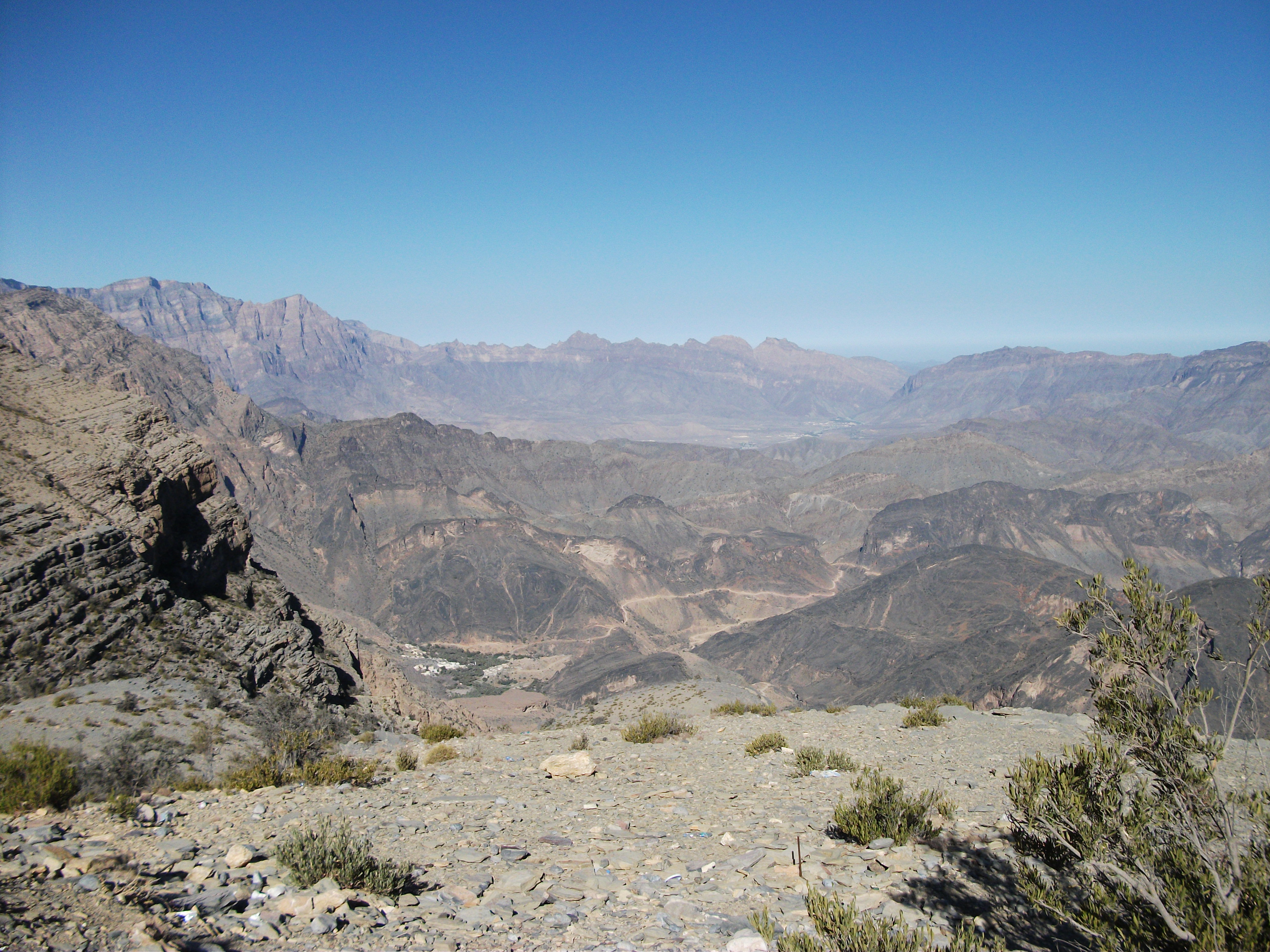
منظر از جاده نزوا تا الراساطق در منطقه وادی بنی عف

### حجر شرقی

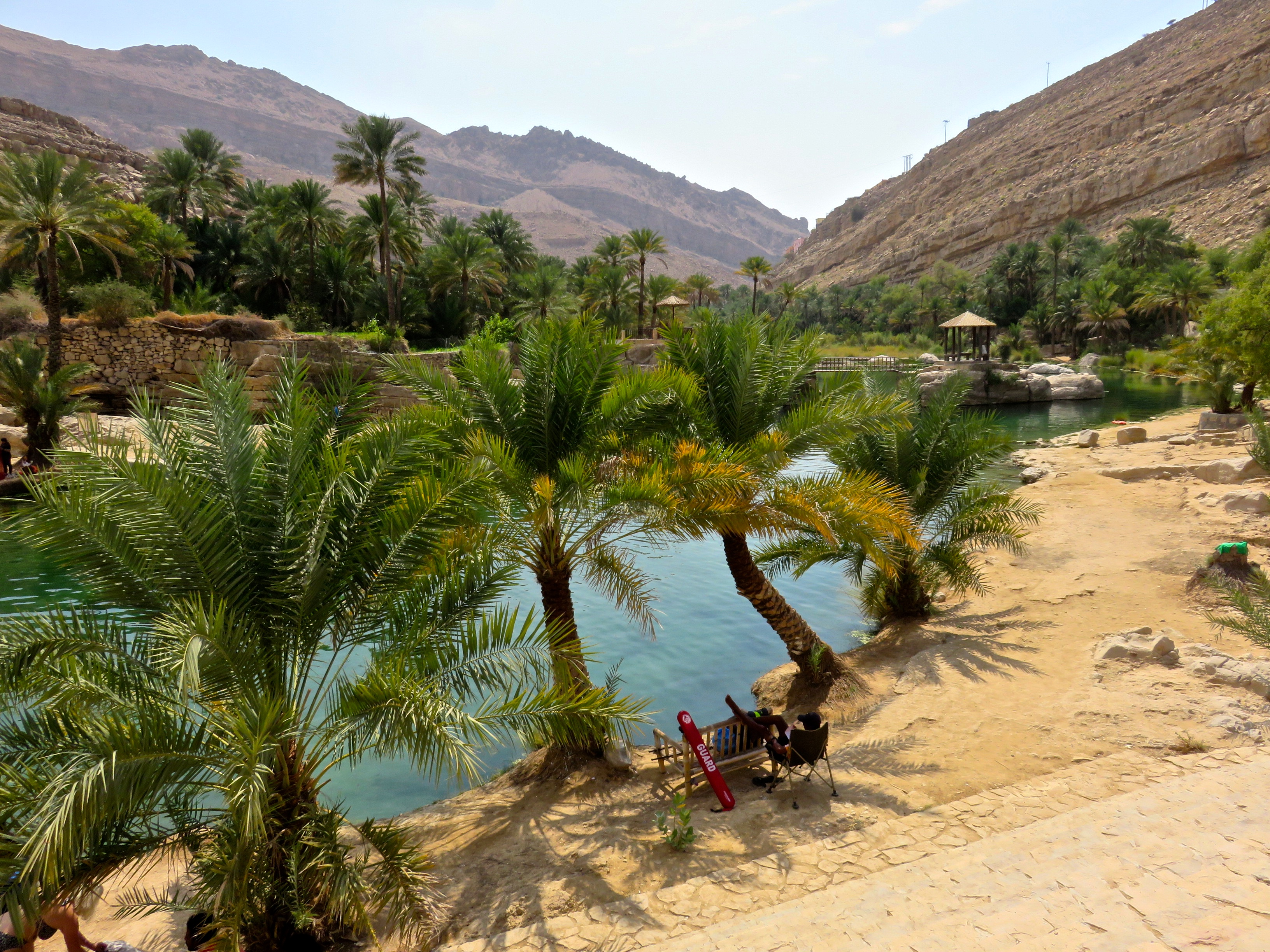
حجر شرقی وادی بنی خالد
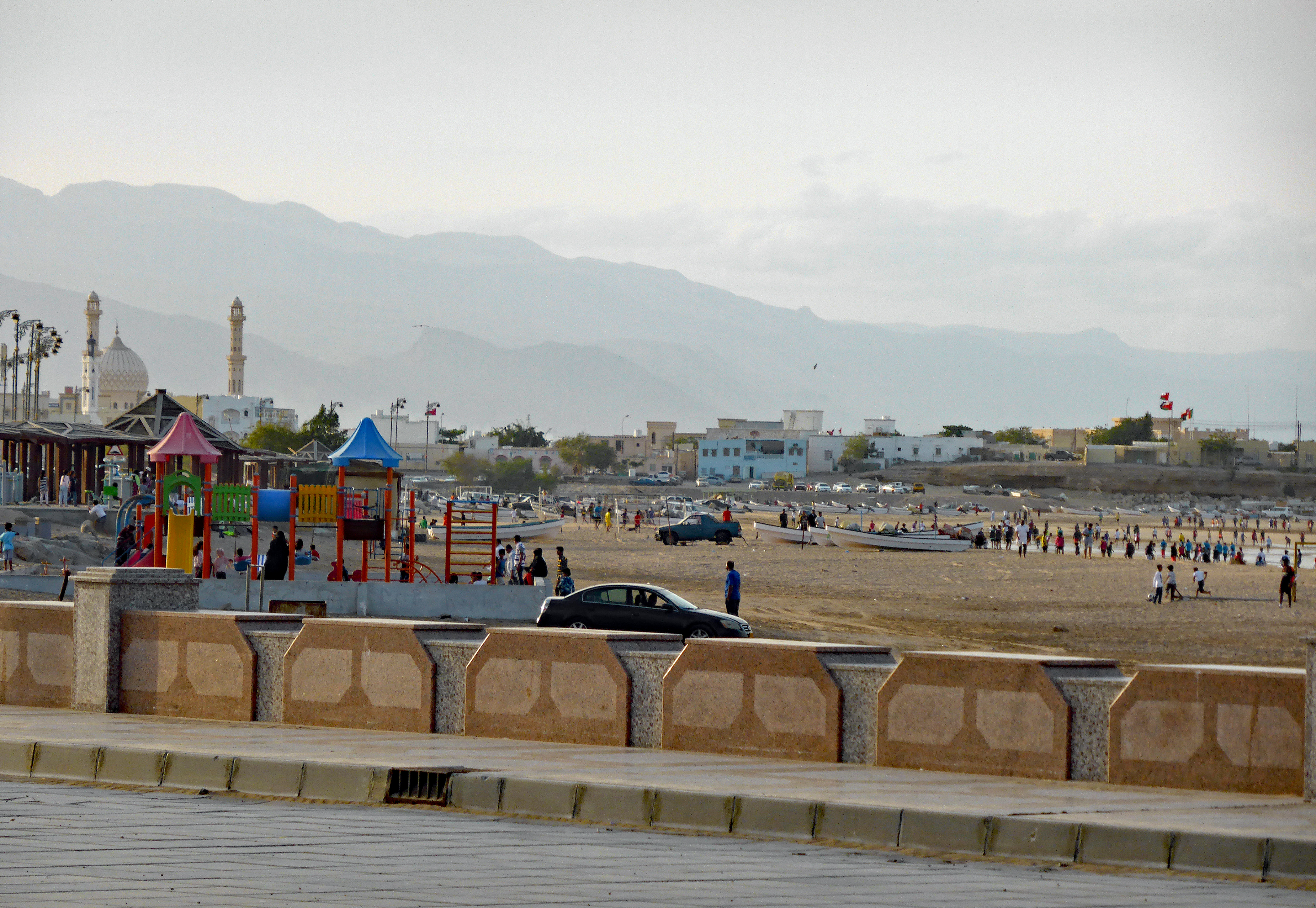
منظری از سور در ساحل شرقی عمان، در کنار دریای عرب
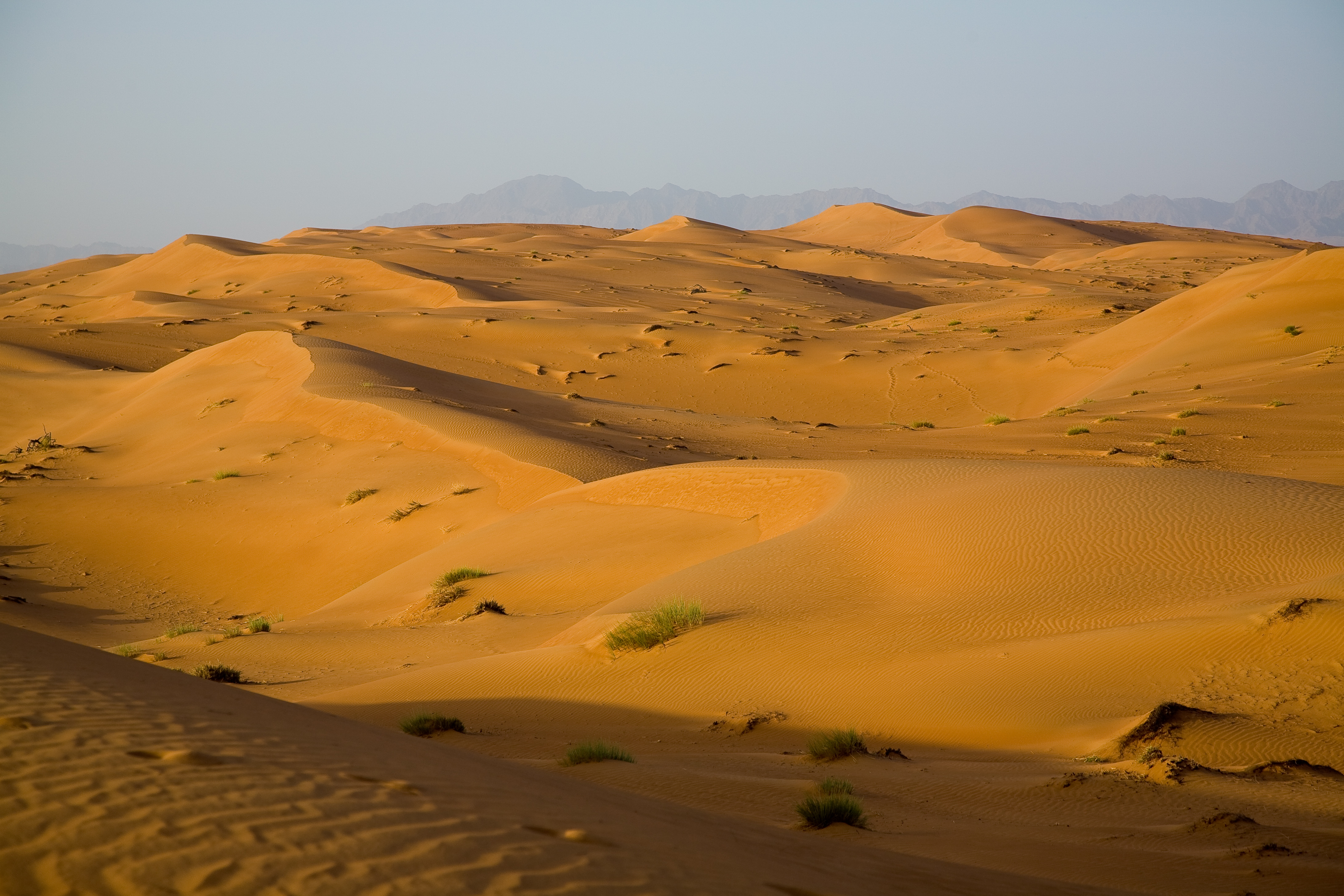
شن‌های وحیبا با حجر شرقی در پس زمینه
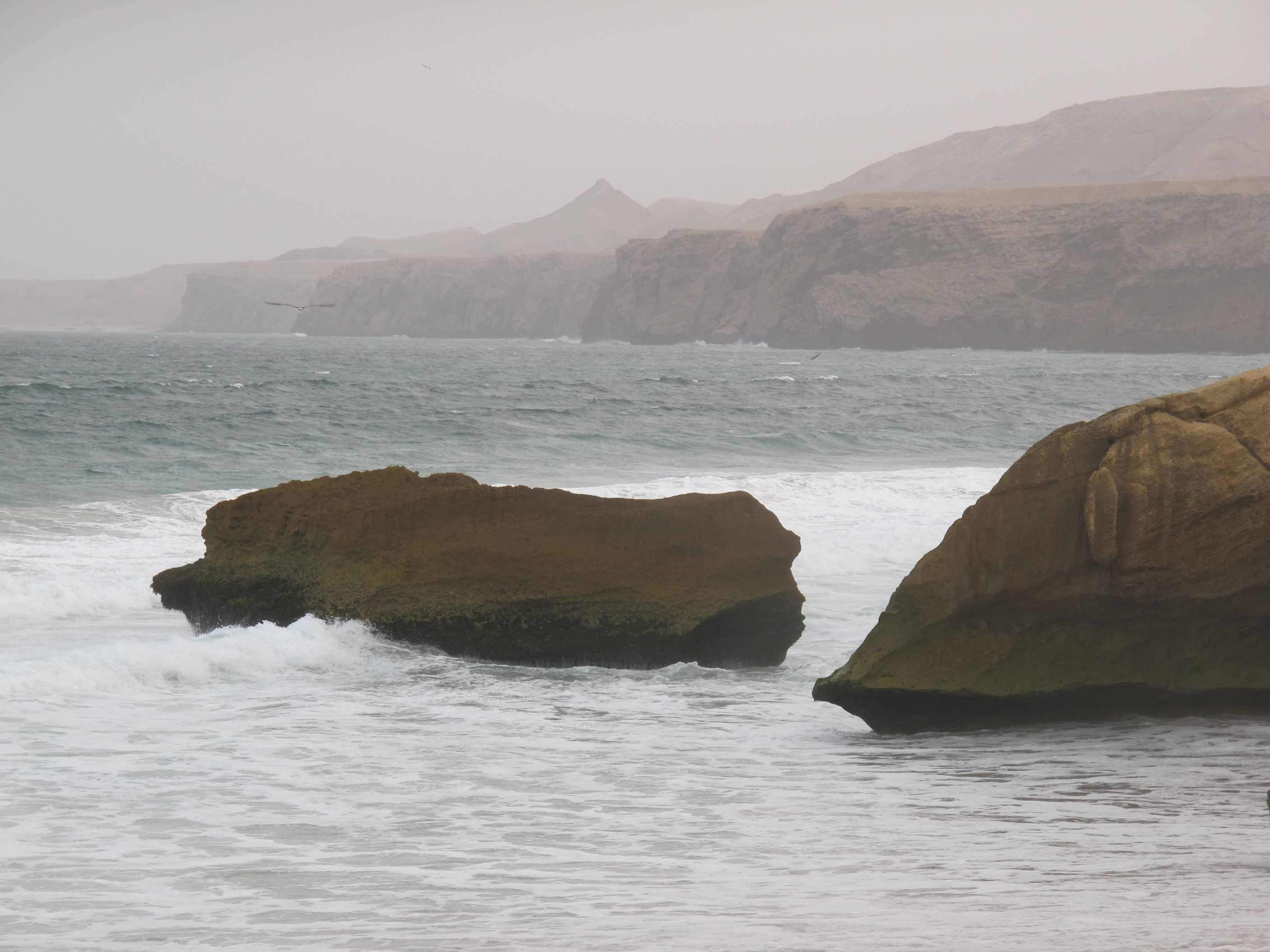
راس الجينز

### حجر غربی

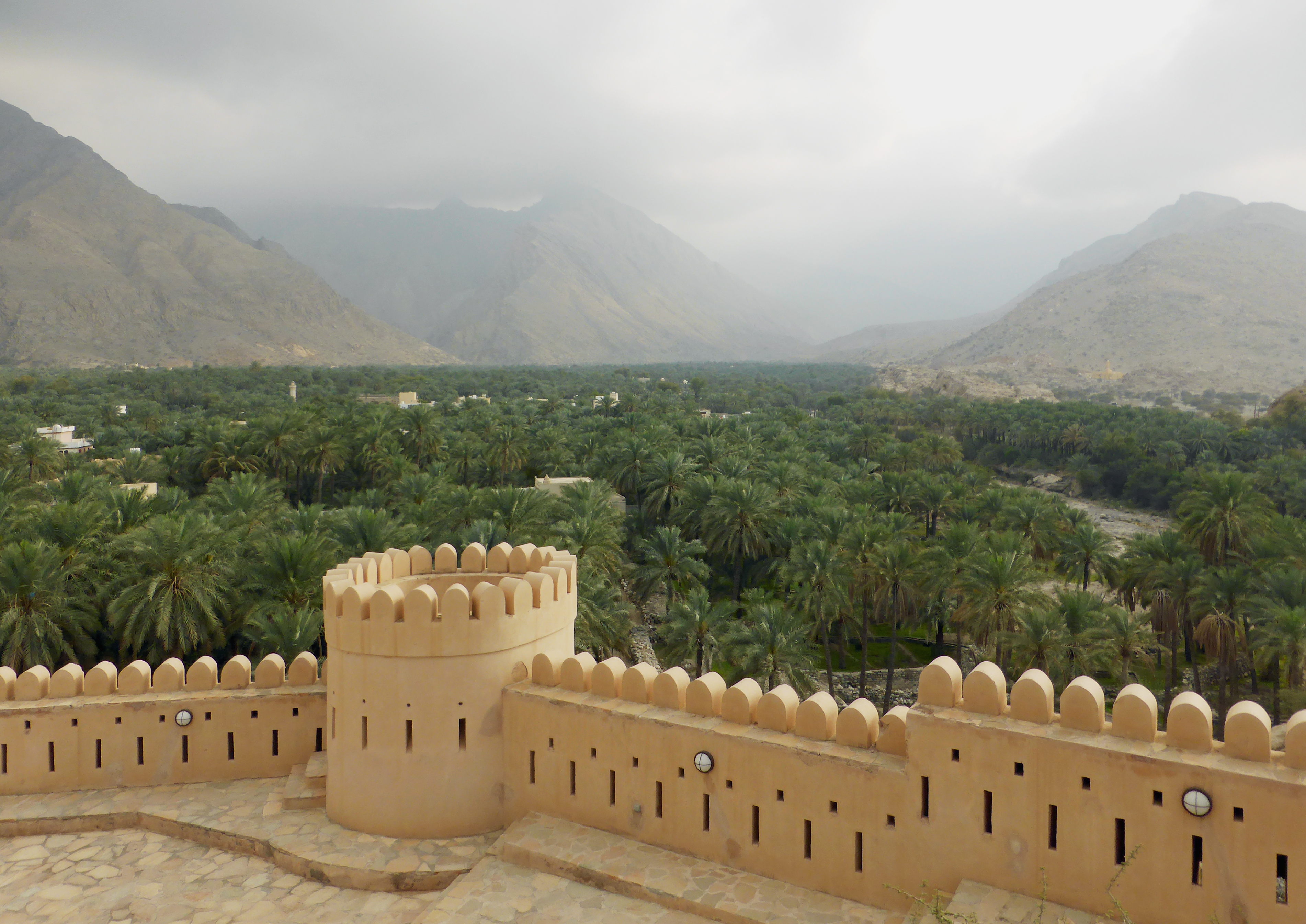
قلعه روستاک
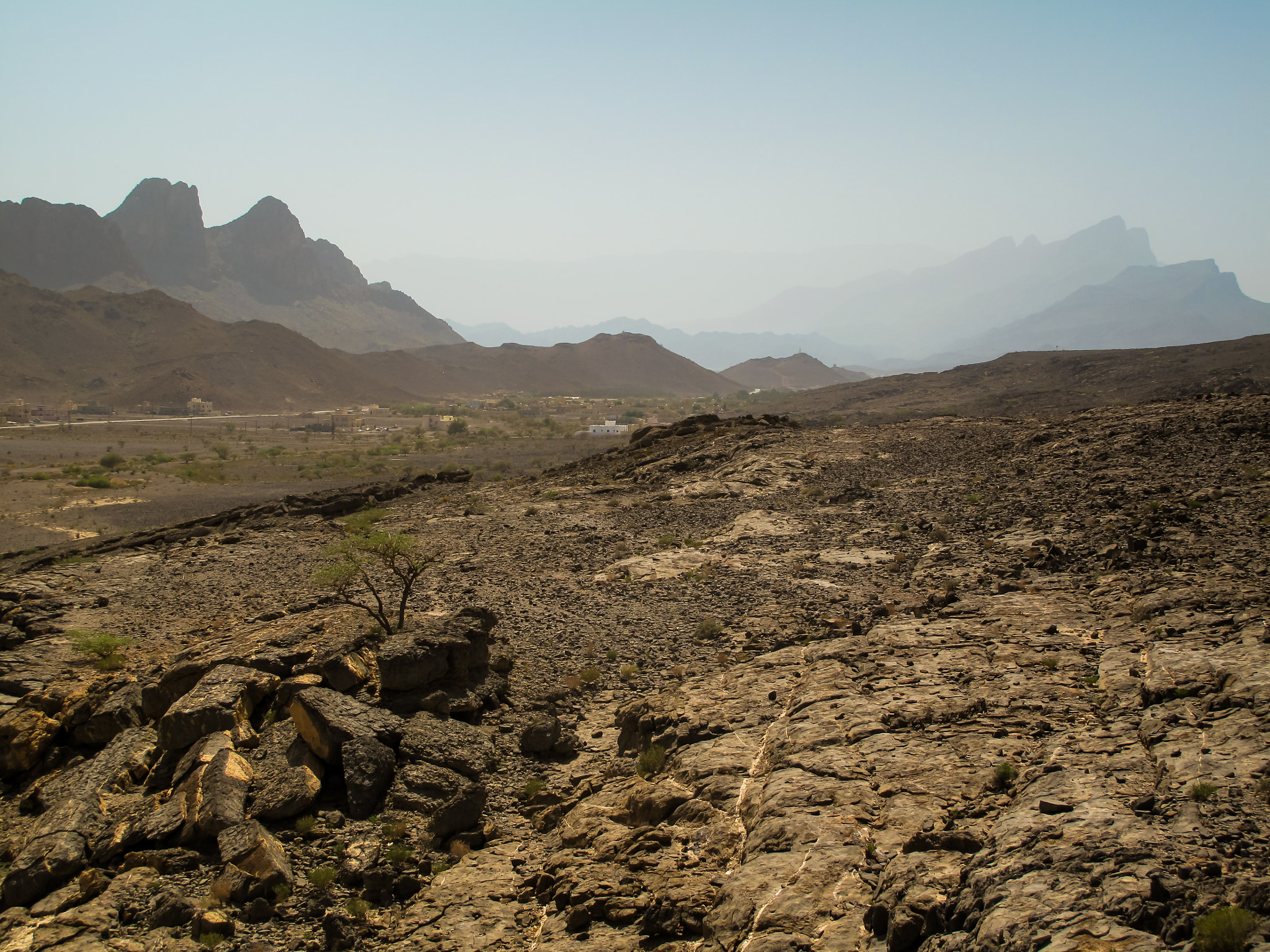
خارج از الوهوتا در نزدیکی نزوا، عمان
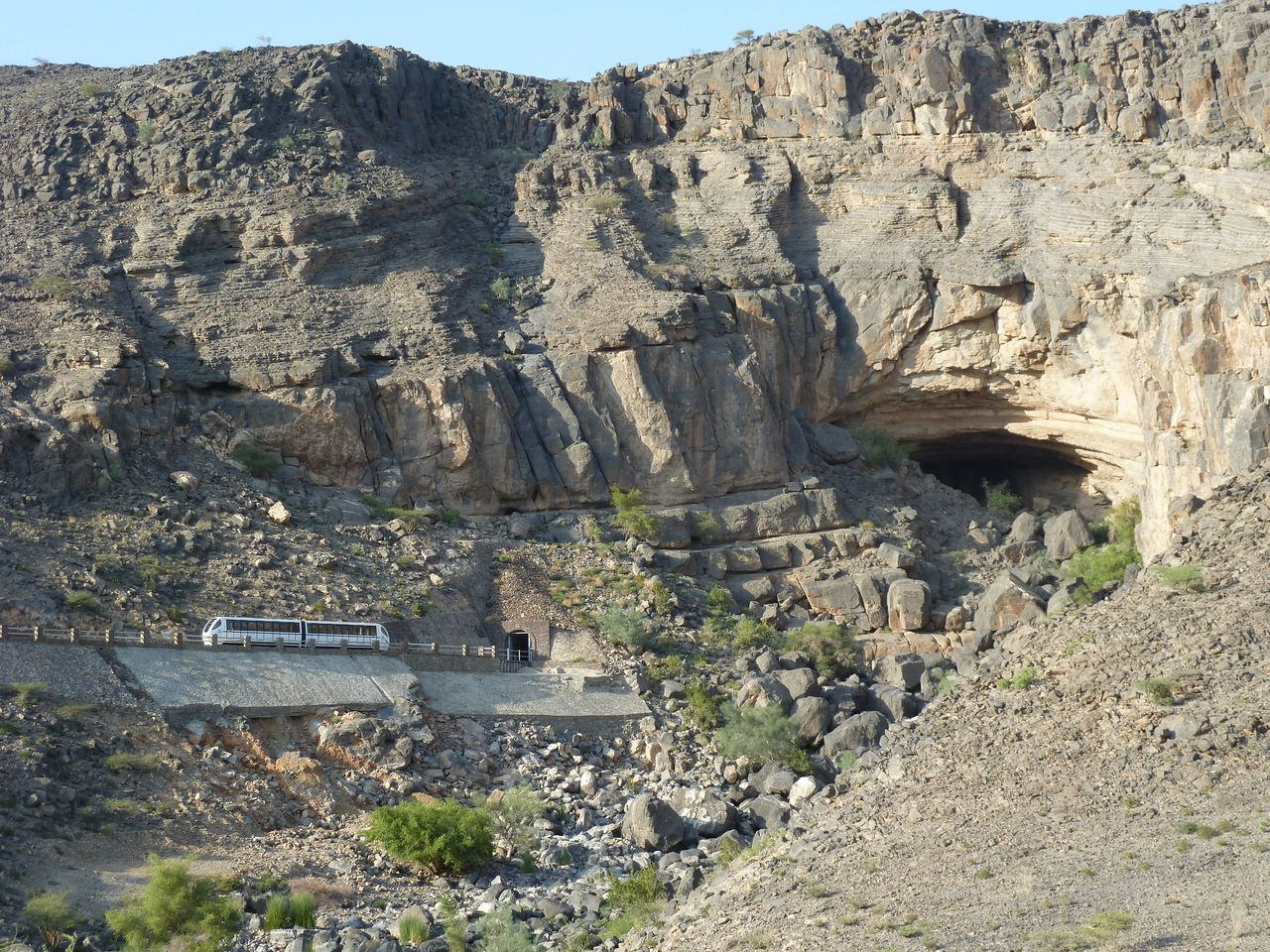
غار هوتا از الحمرا